# 함대제독
함대제독이란 해군에서 가장 높은 계급을 가진 제독을 가리키는 단어이다. 공군원수나 육군원수와 동등한 계급을 가진 군의 직책이다.

## 설명
함대의 제독은 일반적으로 제독의 선임자이다. 해군에서 5성 장군에 속하는 직책이며 함대제독은 함대 그룹으로 구성된 대규모 해군의 함대를 지휘하는 고위 제독에 대한 일반적인 용어이다. 실제 순위인 경우 해당 이름은 국가에 따라 다를 수 있다. 이러한 계급 이름에는 "미해군제독"과 "장군제독"까지도 모두 포함된다.

## 같이 보기
- 해군
- 제독